# Тепловой баланс Земли

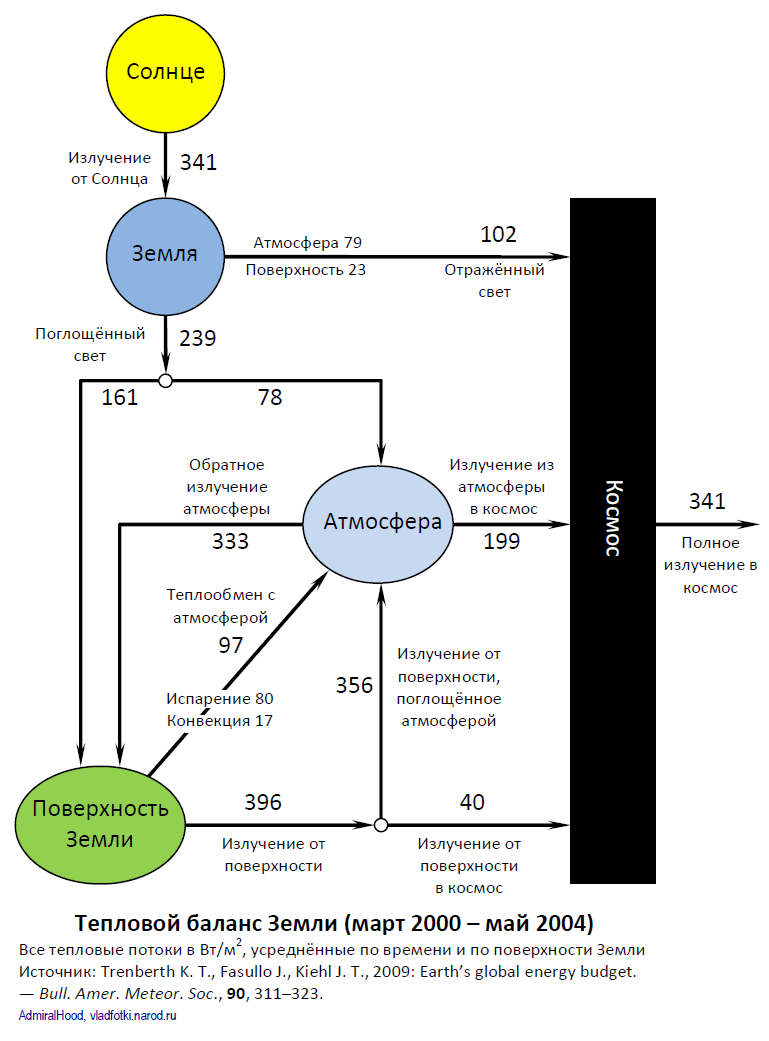
Тепловой баланс Земли

Теплово́й бала́нс Земли́ — баланс энергии процессов теплопередачи и излучения в атмосфере и на поверхности Земли. Основной приток энергии в систему атмосфера—Земля обеспечивается излучением Солнца в спектральном диапазоне от 0,1 до 4 мкм. Плотность потока энергии от Солнца на расстоянии 1 астрономической единицы равна около 1367 Вт/м² (солнечная постоянная). По данным за 2000—2004 годы усреднённый по времени и по поверхности Земли этот поток составляет 341 Вт/м², или 1,74·1017 Вт в расчёте на полную поверхность Земли.

## Составляющие теплового баланса
Основной приток энергии к Земле обеспечивается солнечным излучением и составляет около 341 Вт/м² в среднем по всей поверхности планеты. Внутренние источники тепла (радиоактивный распад, стратификация по плотности) по сравнению с этой цифрой незначительны (около 0,08 Вт/м²).
Из 341 Вт/м² солнечного излучения, попадающего на Землю, примерно 30 % (102 Вт/м²) сразу же отражается от поверхности Земли (23 Вт/м²) и облаков (79 Вт/м²), а 239 Вт/м² в сумме поглощается атмосферой (78 Вт/м²) и поверхностью Земли (161 Вт/м²). Поглощение в атмосфере обусловлено, в основном, облаками и аэрозолями.
Из 161 Вт/м² поглощаемой поверхностью Земли энергии 40 Вт/м² возвращается в космическое пространство в виде теплового излучения диапазона 3–45 мкм, ещё 97 Вт/м² передаются атмосфере за счёт различных тепловых процессов (80 Вт/м² — испарение воды, 17 Вт/м² — конвективный теплообмен). Кроме того, около 356 Вт/м² излучения Земли поглощается атмосферой, из которых 332 Вт/м² (161 – 40 – 97 – 356 + 332 = 0) возвращается в виде обратного излучения атмосферы. Таким образом, полное тепловое излучение поверхности Земли составляет 396 Вт/м² (356+40), что соответствует средней тепловой температуре 288 К (15 °С).
Атмосфера излучает в космическое пространство 199 Вт/м², включая 78 Вт/м², полученные от излучения Солнца, 97 Вт/м², полученные от поверхности Земли, и разность между поглощаемым атмосферой излучением поверхности и обратным излучением атмосферы в объёме 23 Вт/м².

## Внутреннее тепло Земли
Внутренние источники тепла Земли менее значительны по мощности, чем внешние. Считается, что основными источниками являются: распад долгоживущих радиоактивных изотопов (уран-235 и уран-238, торий-232, калий-40), гравитационная дифференциация вещества, приливное трение, метаморфизм, фазовые переходы.
Средняя плотность теплового потока по земному шару составляет 87±2 мВт/м² или (4,42±0,10)·1013 Вт в целом по Земле, то есть примерно в 5000 раз меньше, чем средняя солнечная радиация. В океанских районах этот показатель составляет в среднем 101±2 мВт/м², в континентальных — 65±2 мВт/м². В глубоководных океанических желобах она меняется в пределах 28-65 мВт/м², на континентальных щитах — 29-49 мВт/м², в областях геосинклиналей и срединно-океанических хребтах может достигать 100-300 мВт/м² и более. Около 60 % теплового потока (2,75·1013 Вт) приходится на внутренние источники тепла, остальные 40 % обусловлены остыванием планеты.
Согласно измерениям нейтринного потока из недр Земли, на радиоактивный распад приходится 24 ТВт (2,4·1013 Вт) внутреннего тепла.